# 埃略特·瓦德
埃略特·瓦德（英語：Elliott Ward；1985年1月19日—）是一位英格蘭足球運動員。在場上的位置是後衛。他現在效力於英格蘭足球超級聯賽球隊伯恩茅斯足球俱樂部。他也曾效力於西漢姆聯和諾維奇城等球隊。